# Aravitxi
Aravitxi (belarús; Аравічы, rus:  Orevitxi, Оревичи), és un poble abandonat del districte de Khóiniki, a la província belarussa de Hòmiel. El primer testimoni escrit que parla de l'assentament d'Aravitxi és del segle xvi, quan formava part del Voivodat de Kíev del Gran Ducat de Lituània. Va ser evacuat el 1986 després de l'accident de Txernòbil, quan hi vivien 923 persones, ja que està situat 29 km al nord-oest de la central nuclear i s'hi van assolir alts nivells de contaminació radioactiva.Desde la seva creació l'any 1998, forma part de la Reserva radiològica estatal de Polèsia.